# Albert Privet Thévenot

Bischofswappen von Albert Thévenot

Albert Privet Thévenot MAfr (* 6. November 1945 in Treherne; † 13. April 2025 in Prince Albert, Saskatchewan) war ein kanadischer Ordensgeistlicher und römisch-katholischer Bischof von Prince-Albert.

## Leben
Albert Thévenot trat der Ordensgemeinschaft der Weißen Väter bei, legte die Profess am 7. August 1975 ab und empfing am 2. August 1980 die Priesterweihe.
Von 1967 bis 1973 absolvierte er seine klassische theologische Ausbildung an der Université de Saint-Boniface. Von 1972 bis 1973 studierte er Pädagogik und später Suaheli in Kipalapala, Tansania. Von 1975 bis 1976 absolvierte er ein einjähriges Studium der Pädagogik an der University of Manitoba. Von 1977 bis 1980 studierte er Theologie am Missionary Institute in London, England. Er nahm auch an Programmen zur geistlichen Erneuerung in Jerusalem (1989) und am Dominikanischen Institut in Montreal (2004) teil.
Von 1973 bis 1976 war er in Tansania tätig und unterrichtete am Knabenseminar von Katoke. Nach seiner Priesterweihe im Jahr 1980 kehrte er wieder nach Tansania zurück, wo er zunächst als Seelsorger in Bushangaro und später von 1982 bis 1985 im Studentenzentrum von Tabora tätig war. Er kehrte nach Kanada zurück, um von 1985 bis 1992 missionarische Berufungen in Westkanada zu fördern, und nahm dann seinen Dienst in der Diözese Tabora, Tansania, als Pfarrer wieder auf. Er wurde 1996 zum Regionalassistenten für die Region Tansania-Kenia-Sudan ernannt und wurde 1998 Mitglied des Generalkapitels seiner Ordensgemeinschaft. Von 1998 bis 2004 war er im Generalrat in Rom als Generalassistent für die Finanzen und die Betreuung der älteren Mitglieder seiner Kongregation zuständig. Im Jahr 2005 wurde er vom Heiligen Stuhl zum Nationalsekretär der Päpstlichen Missionsgesellschaft für das französischsprachige Kanada ernannt. Am 1. Juli 2006 wurde er Provinzoberer der nordamerikanischen Provinz der Afrikamissionare.
Papst Benedikt XVI. ernannte ihn am 26. Mai 2008 zum Bischof von Prince Albert. Die Bischofsweihe spendete ihm der Apostolische Nuntius in Kanada, Luigi Ventura, am 6. August desselben Jahres; Mitkonsekratoren waren Blaise-Ernest Morand, Altbischof von Prince-Albert, und Robert Marie Gay MAfr, emeritierter Bischof von Kabale.
Innerhalb der Kanadischen Bischofskonferenz trug Thévenot zum nationalen Dialog und zur Evangelisierung bei. Ab 2009 war er Mitglied des anglikanisch-katholischen Bischofsdialogs und von 2011 bis 2017 Mitglied der Kommission für Evangelisierung und Katechese.
Papst Franziskus nahm am 25. März 2021 seinen altersbedingten Rücktritt an.
Albert Thévenot starb am 13. April 2025 im Alter von 79 Jahren in Prince Albert in Saskatchewan.